# Class Action Park
Class Action Park es una película documental estadounidense de 2020 dirigida por Seth Porges y Chris Charles Scott III. El documental se centra en el parque de diversiones acuático estadounidense Action Park, que estaba ubicado en el Municipio de Vernon, Nueva Jersey, y que fue conocido por la popularidad que tenía entre los lugareños y su pobre historial de seguridad de las atracciones ubicadas en sus terrenos.
La película se estrenó virtualmente en el Festival de Cine de Florida 2020 y se estrenó una semana después en HBO Max. Posteriormente se estrenó en el canal TNT el 27 de diciembre de 2021.

## Argumento
Class Action Park comienza con una crónica de la vida del corredor de bolsa de Eugene Mulvihill, a quien se describe como enriquecido gracias a los esquemas de pump and dump. Describe su camino para abrir el Action Park de Vernon Township en 1978. Lo imaginó como un parque «sin reglas».
Las primeras dos terceras partes de la película presenta a exhuéspedes y empleados del Action Park que reflexionan sobre las atracciones más peligrosas del parque, como el Cannonball Loop, SuperSpeed Waterfalls, Alpine Slides y Tarzan Swings, y reflexiona sobre el parque en sí y en general, su ambiente y cultura. También se narra la vida de Eugene Mulvihill, incluida una discusión de sus problemas legales, que a menudo involucraban al Action Park. Por ejemplo, se dice que una disputa de tierras con el Estado de Nueva Jersey se resolvió después de que el estado se cansó de tratar con él.
El último tercio de la película se centra en los peligros de Action Park al narrar las muertes que ocurrieron allí, además de documentar la historia de la muerte de George Larsson Jr. mientras viajaba en Alpine Slides en 1980, que fue la primera muerte en el parque. Fue cubierto por el parque para evitar informar su muerte a las autoridades de Nueva Jersey. Se afirmó que no era necesario, ya que él no era un miembro del público general. Action Park afirmó que Larsson murió como empleado del parque montando el tobogán por la noche durante una lluvia, pero de hecho, las tres afirmaciones no eran ciertas. También se menciona la sugerencia de que Mulvihill corrompió a los funcionarios del municipio de Vernon durante la existencia de Action Park, al igual que la caída del parque y la muerte de Mulvihill. La película termina con los entrevistados reflexionando sobre Action Park, donde uno afirma que su visión sigue viva en esquemas como el Fyre Festival y Theranos. Otro lo llama «una película de los 80 en la vida real que nunca volverá a suceder». Se muestran imágenes de los padres de George Larsson Jr. visitando su tumba.
La película también menciona que Donald Trump consideró invertir en el parque en un momento, pero se retractó después de descubrir que la visión de Mulvihill para el parque era demasiado arriesgada.

## Elenco
- John Hodgman - Narrador[3]
- Chris Gethard[10]
- Alison Becker[7]
- Jason Scott
- Jim DeSaye - Exdirector de seguridad de Action Park[11]
- Esther Larsson - Madre de George Larsson Jr.[11]
- Faith Anderson - Exsalvavidas de Action Park[11]
- Ed Youmans - Exgerente de operaciones de Action Park

## Recepción de la crítica
Class Action Park fue la película número uno en HBO Max durante la semana posterior a su estreno el 27 de agosto. La película ha sido elogiada por muchos críticos por señalar el lado oscuro del parque y hablar sobre las personas que murieron en él, en lugar de glorificar la nostalgia del parque. A partir de octubre de 2021, el 96% de las 52 reseñas compiladas en Rotten Tomatoes son positivas, con una calificación promedio de 7.5/10. El consenso de los críticos del sitio web dice: «Inquietante y emocionante en igual medida, Class Action Park es una crónica estridente del infame parque acuático que era tan querido como peligroso».

## Premios y nominaciones
| Año  | Evento                              | Premio                                    | Resultado |
| ---- | ----------------------------------- | ----------------------------------------- | --------- |
| 2020 | Critics' Choice Documentary Awards  | Mejor documental de archivo               | Nominado  |
| 2020 | Fantasia Film Festival              | Mejor documental                          | Ganador   |
| 2020 | Florida Film Festival               | Mejor documental - Premio de la Audiencia | Ganador   |
| 2020 | Florida Film Festival               | Mejor documental - Gran Premio del Jurado | Nominado  |
| 2021 | Asociación de Críticos de Hollywood | Mejor documental                          | Ganador   |